# Бергеренде-Ретвиш
Бергеренде-Ретвиш (њем. Börgerende-Rethwisch) општина је у њемачкој савезној држави Мекленбург-Западна Померанија. Једно је од 59 општинских средишта округа Бад Доберан. Према процјени из 2010. у општини је живјело 1.715 становника. Посједује регионалну шифру (AGS) 13051013.

## Географски и демографски подаци
Бергеренде-Ретвиш се налази у савезној држави Мекленбург-Западна Померанија у округу Бад Доберан. Општина се налази на надморској висини од 2 метра. Површина општине износи 15,0 km². У самом мјесту је, према процјени из 2010. године, живјело 1.715 становника. Просјечна густина становништва износи 114 становника/km².